# Forma antropogeniczna
Antropogeniczna forma terenu (gr. ánthrôpos – człowiek, génesis – pochodzenie) – forma terenu (np. kamieniołomy, glinianki, hałdy kopalniane i hutnicze; nasypy kolejowe, groble itp.) powstała w wyniku działalności człowieka.
Obiekty antropogeniczne mogą spełniać różne funkcje, w dużej mierze podobne do tych, które spełniają formy naturalne.